# Чернеччинська сільська рада (Магдалинівський район)
Черне́ччинська сільська́ ра́да — колишній орган місцевого самоврядування в Магдалинівському районі Дніпропетровської області. Адміністративний центр — село Чернеччина.

## Загальні відомості
- Населення ради: 1 347 осіб (станом на 2001 рік)

## Населені пункти
Сільській раді підпорядковані населені пункти:
- с. Чернеччина
- с. Мусієнкове

## Склад ради
Рада складається з 16 депутатів та голови.
- Голова ради: Яценко Василь Григорович
- Секретар ради: Лопатніченко Тамара Федорівна

### Керівний склад попередніх скликань
| Прізвище, ім'я, по батькові  | Основні відомості                                                                     | Дата обрання | Дата звільнення |
| ---------------------------- | ------------------------------------------------------------------------------------- | ------------ | --------------- |
| Грицай Володимир Миколайович | Сільський голова, 1948 року народження, член Всеукраїнського об'єднання «Батьківщина» | 26.03.2006   | 31.10.2010      |
| Яценко Василь Григорович     | Сільський голова, 1962 року народження, освіта вища, член Партії регіонів             | 31.10.2010   |                 |

Примітка: таблиця складена за даними сайту Верховної Ради України

### Депутати
За результатами місцевих виборів 2010 року депутатами ради стали:

#### За суб'єктами висування
| Суб'єкт висування | Кількість обраних депутатів | %    |
| ----------------- | --------------------------- | ---- |
| Партія регіонів   | 9                           | 56,3 |
| Самовисування     | 6                           | 37,5 |
| Народна партія    | 1                           | 6,3  |

#### За округами
| № округу        | Прізвище, ім'я, по батькові     | Дата визнання обраним | Освіта  | Партійна приналежність                        | Відомості про обраного депутата                                       |
| --------------- | ------------------------------- | --------------------- | ------- | --------------------------------------------- | --------------------------------------------------------------------- |
| Народна Партія  |                                 |                       |         |                                               |                                                                       |
| 6               | Душко Ірина Миколаївна          | 02.11.2010            | вища    | член Народної партії                          | ПП АФ «Промінь — 2005», заступник директора ПП АФ «Промінь — 2005»    |
| Партія регіонів |                                 |                       |         |                                               |                                                                       |
| 2               | Бабенко Лідія Іванівна          | 02.11.2010            | середня | член Партії регіонів                          | Чернеччинське відділення зв'язку, листоноша                           |
| 4               | Щудро Юрій Вікторович           | 02.11.2010            | вища    | член Партії регіонів                          | тимчасово не працює                                                   |
| 5               | Феденко Руслан Васильович       | 02.11.2010            | середня | член Партії регіонів                          | ТОВ «Україна» Царичанського р-ну, Дніпропетровської обл., механізатор |
| 7               | Ковбаса Світлана Григорівна     | 02.11.2010            | вища    | член Партії регіонів                          | Чернетчинська загальноосвітня школа І-ІІІ ст., вчитель                |
| 9               | Приліпко Ярослава Миколаївна    | 02.11.2010            | вища    | член Партії регіонів                          | ПП «Штанько І. С.», продавець                                         |
| 10              | Феденко Юрій Васильович         | 02.11.2010            | середня | член Партії регіонів                          | Чернеччинське відділення зв'язку, листоноша                           |
| 11              | Кулак Наталія Миколаївна        | 02.11.2010            | середня | член Партії регіонів                          | Чернеччинське відділення зв'язку, листоноша                           |
| 12              | Грицай Юрій Володимирович       | 02.11.2010            | вища    | член Партії регіонів                          | Чернеччинска сільська рада, опалювальник                              |
| 16              | Кравченко Володимир Миколайович | 02.11.2010            | середня | член Партії регіонів                          | тимчасово не працює                                                   |
| Самовисування   |                                 |                       |         |                                               |                                                                       |
| 1               | Цупик Василь Юрійович           | 02.11.2010            | вища    | позапартійний                                 | Чернетчинська загальноосвітня школа І-ІІІ ст., вчитель                |
| 3               | Легка Ольга Володимирівна       | 02.11.2010            | вища    | позапартійна                                  | ПП АФ «Промінь — 2005», завідувачка комори деталей і ГСМ              |
| 8               | Могила Наталія Василівна        | 02.11.2010            | вища    | член Партії регіонів                          | сервісний ветеринарний пункт в с. Чернеччина, ветлікар                |
| 13              | Лопатніченко Тамара Федорівна   | 02.11.2010            | середня | член Всеукраїнського об'єднання «Батьківщина» | Чернетчинська сільська рада, секретар                                 |
| 14              | Меюс Ніна Анатоліївна           | 02.11.2010            | середня | член Всеукраїнського об'єднання «Батьківщина» | Чернетчинська сільська рада, головний бухгалтер                       |
| 15              | Гавриленко Ольга Юріївна        | 02.11.2010            | вища    | позапартійна                                  | домогосподарка                                                        |